# Campeonato Mundial de Hóquei no Gelo de 1986
O Campeonato Mundial de Hóquei no Gelo de 1986 foi a 51ª edição do torneio, disputada entre os dias 12 e 28 de abril de 1986, no Palácio de Esportes do Estádio Central Lenin, em Moscou, União Soviética. Oito times participaram, e cada um enfrentou o outro uma vez. Os quatro melhores times, então, enfrentaram-se mais uma vez. Os atuais campeões da Tchecoslováquia terminaram em 5º, e a União Soviética foi campeão mundial pela 20ª vez e campeã europeia pela 24ª vez.
Atraindo pouca atenção na época, Brett Hull fez sua estréia no hóquei internacional nos Estados Unidos. Parece que se o técnico canadense Dave King o convidasse para jogar em Moscou, o estudante universitário com dupla cidadania, teria escolhido um caminho diferente. Em vez disso, ele optou por aceitar a oferta do treinador Dave Peterson] de competir pelos americanos.

## Campeonato Mundial Grupo A (União Soviética)

### Fase Preliminar
| Pos. | Time            | PJ | V | E | D | GP-GC   | Pontos |
| ---- | --------------- | -- | - | - | - | ------- | ------ |
| 1    | União Soviética | 7  | 7 | 0 | 0 | 32 - 09 | 14     |
| 2    | Suécia          | 7  | 5 | 1 | 1 | 34 - 18 | 11     |
| 3    | Finlândia       | 7  | 4 | 2 | 1 | 28 - 18 | 10     |
| 4    | Canadá          | 7  | 3 | 0 | 4 | 24 - 22 | 6      |
| 5    | Tchecoslováquia | 7  | 2 | 1 | 4 | 17 - 17 | 5      |
| 6    | Estados Unidos  | 7  | 2 | 0 | 5 | 27 - 28 | 4      |
| 7    | Alemanha        | 7  | 2 | 0 | 5 | 17 - 39 | 4      |
| 8    | Polônia         | 7  | 1 | 0 | 6 | 15 - 43 | 2      |

| 12 de abril |     |                    |  |
| Canadá      | 8-3 | Alemanha Ocidental |  |
|             |     |                    |  |

| 12 de abril |     |                |  |
| Finlândia   | 5-4 | Estados Unidos |  |
|             |     |                |  |

| 12 de abril |     |                 |  |
| Polónia     | 2-1 | Tchecoslováquia |  |
|             |     |                 |  |

| 12 de abril     |     |        |  |
| União Soviética | 4-2 | Suécia |  |
|                 |     |        |  |

| 13 de abril |     |        |  |
| Suécia      | 4-1 | Canadá |  |
|             |     |        |  |

| 13 de abril    |     |         |  |
| Estados Unidos | 7-2 | Polónia |  |
|                |     |         |  |

| 13 de abril     |     |           |  |
| União Soviética | 4-1 | Finlândia |  |
|                 |     |           |  |

| 13 de abril        |     |                 |  |
| Alemanha Ocidental | 4-3 | Tchecoslováquia |  |
|                    |     |                 |  |

| 15 de abril |     |                 |  |
| Suécia      | 3-2 | Tchecoslováquia |  |
|             |     |                 |  |

| 15 de abril     |     |         |  |
| União Soviética | 7-2 | Polónia |  |
|                 |     |         |  |

| 15 de abril    |     |                    |  |
| Estados Unidos | 9-2 | Alemanha Ocidental |  |
|                |     |                    |  |

| 15 de abril |     |        |  |
| Finlândia   | 3-2 | Canadá |  |
|             |     |        |  |

| 16 de abril |     |         |  |
| Canadá      | 8-3 | Polónia |  |
|             |     |         |  |

| 16 de abril |     |                 |  |
| Finlândia   | 1-1 | Tchecoslováquia |  |
|             |     |                 |  |

| 16 de abril     |     |                    |  |
| União Soviética | 4-1 | Alemanha Ocidental |  |
|                 |     |                    |  |

| 16 de abril |     |                |  |
| Suécia      | 5-2 | Estados Unidos |  |
|             |     |                |  |

| 17 de abril     |     |        |  |
| União Soviética | 4-0 | Canadá |  |
|                 |     |        |  |

| 17 de abril     |     |                |  |
| Tchecoslováquia | 5-2 | Estados Unidos |  |
|                 |     |                |  |

| 17 de abril |     |         |  |
| Finlândia   | 4-2 | Polónia |  |
|             |     |         |  |

| 17 de abril |     |                    |  |
| Suécia      | 4-2 | Alemanha Ocidental |  |
|             |     |                    |  |

| 18 de abril |      |         |  |
| Suécia      | 12-3 | Polónia |  |
|             |      |         |  |

| 18 de abril |      |                    |  |
| Finlândia   | 10-1 | Alemanha Ocidental |  |
|             |      |                    |  |

| 19 de abril |     |                |  |
| Canadá      | 4-2 | Estados Unidos |  |
|             |     |                |  |

| 19 de abril     |     |                 |  |
| União Soviética | 4-2 | Tchecoslováquia |  |
|                 |     |                 |  |

| 20 de abril        |     |         |  |
| Alemanha Ocidental | 4-1 | Polónia |  |
|                    |     |         |  |

| 20 de abril |     |           |  |
| Suécia      | 4-4 | Finlândia |  |
|             |     |           |  |

| 22 de abril     |     |        |  |
| Tchecoslováquia | 3-1 | Canadá |  |
|                 |     |        |  |

| 22 de abril     |     |                |  |
| União Soviética | 5-1 | Estados Unidos |  |
|                 |     |                |  |

### Fase Final
| Pos. | Time            | PJ | V | E | D | GP-GC   | Pontos |
| ---- | --------------- | -- | - | - | - | ------- | ------ |
| 1    | União Soviética | 3  | 3 | 0 | 0 | 18 - 06 | 6      |
| 2    | Suécia          | 3  | 1 | 1 | 1 | 12 - 12 | 3      |
| 3    | Canadá          | 3  | 1 | 0 | 2 | 13 - 16 | 2      |
| 4    | Finlândia       | 3  | 0 | 1 | 2 | 07 - 16 | 1      |

| 24 de abril     |     |        |  |
| União Soviética | 7-4 | Canadá |  |
|                 |     |        |  |

| 24 de abril |     |           |  |
| Suécia      | 4-4 | Finlândia |  |
|             |     |           |  |

| 26 de abril |     |        |  |
| Suécia      | 6-5 | Canadá |  |
|             |     |        |  |

| 26 de abril     |     |           |  |
| União Soviética | 8-0 | Finlândia |  |
|                 |     |           |  |

| 28 de abril |     |           |  |
| Canadá      | 4-3 | Finlândia |  |
|             |     |           |  |

| 28 de abril     |     |        |  |
| União Soviética | 3-2 | Suécia |  |
|                 |     |        |  |

### Fase de Consolação
| Pos. | Time            | PJ | V | E | D | GP-GC   | Pontos |
| ---- | --------------- | -- | - | - | - | ------- | ------ |
| 5    | Tchecoslováquia | 10 | 5 | 1 | 4 | 38 - 21 | 11     |
| 6    | Estados Unidos  | 10 | 4 | 0 | 6 | 41 - 43 | 8      |
| 7    | Alemanha        | 10 | 2 | 1 | 7 | 23 - 52 | 5      |
| 8    | Polônia         | 10 | 1 | 1 | 8 | 26 - 63 | 3      |

| 23 de abril     |     |         |  |
| Tchecoslováquia | 8-1 | Polónia |  |
|                 |     |         |  |

| 23 de abril    |     |                    |  |
| Estados Unidos | 5-0 | Alemanha Ocidental |  |
|                |     |                    |  |

| 25 de abril    |     |         |  |
| Estados Unidos | 7-5 | Polónia |  |
|                |     |         |  |

| 25 de abril     |     |                    |  |
| Tchecoslováquia | 3-1 | Alemanha Ocidental |  |
|                 |     |                    |  |

| 27 de abril     |      |                |  |
| Tchecoslováquia | 10-2 | Estados Unidos |  |
|                 |      |                |  |

| 27 de abril        |     |         |  |
| Alemanha Ocidental | 5-5 | Polónia |  |
|                    |     |         |  |

## Campeonato Mundial Grupo B (Holanda)
| Pos. | Time              | PJ | V | E | D | GP-GC   | Pontos |
| ---- | ----------------- | -- | - | - | - | ------- | ------ |
| 9    | Suíça             | 7  | 6 | 0 | 1 | 38 - 20 | 12     |
| 10   | Itália            | 7  | 4 | 0 | 3 | 21 - 18 | 8      |
| 11   | Alemanha Oriental | 7  | 4 | 0 | 3 | 25 - 21 | 8      |
| 12   | França            | 7  | 3 | 0 | 4 | 22 - 25 | 6      |
| 13   | Países Baixos     | 7  | 3 | 0 | 4 | 25 - 32 | 6      |
| 14   | Áustria           | 7  | 3 | 0 | 4 | 24 - 27 | 6      |
| 15   | Iugoslávia        | 7  | 3 | 0 | 4 | 24 - 25 | 6      |
| 16   | Japão             | 7  | 2 | 0 | 5 | 15 - 26 | 4      |

| 20 de março   |     |            |  |
| Países Baixos | 6-3 | Iugoslávia |  |
|               |     |            |  |

| 20 de março       |     |         |  |
| Alemanha Oriental | 4-6 | Áustria |  |
|                   |     |         |  |

| 20 de março |     |        |  |
| Suíça       | 4-1 | Itália |  |
|             |     |        |  |

| 20 de março |     |       |  |
| França      | 1-2 | Japão |  |
|             |     |       |  |

| 21 de março |     |        |  |
| Áustria     | 1-6 | Itália |  |
|             |     |        |  |

| 21 de março |     |       |  |
| Japão       | 4-6 | Suíça |  |
|             |     |       |  |

| 22 de março   |     |        |  |
| Países Baixos | 3-4 | França |  |
|               |     |        |  |

| 22 de março       |     |            |  |
| Alemanha Oriental | 4-2 | Iugoslávia |  |
|                   |     |            |  |

| 23 de março |     |        |  |
| Suíça       | 8-2 | França |  |
|             |     |        |  |

| 23 de março |     |         |  |
| Iugoslávia  | 2-5 | Áustria |  |
|             |     |         |  |

| 23 de março   |     |       |  |
| Países Baixos | 3-4 | Japão |  |
|               |     |       |  |

| 23 de março       |     |        |  |
| Alemanha Oriental | 3-4 | Itália |  |
|                   |     |        |  |

| 24 de março |     |        |  |
| Japão       | 0-1 | Itália |  |
|             |     |        |  |

| 24 de março |     |       |  |
| Áustria     | 3-4 | Suíça |  |
|             |     |       |  |

| 25 de março |     |            |  |
| França      | 5-6 | Iugoslávia |  |
|             |     |            |  |

| 25 de março   |     |                   |  |
| Países Baixos | 2-5 | Alemanha Oriental |  |
|               |     |                   |  |

| 26 de março |     |            |  |
| Itália      | 1-4 | Iugoslávia |  |
|             |     |            |  |

| 26 de março |     |                   |  |
| Japão       | 3-4 | Alemanha Oriental |  |
|             |     |                   |  |

| 26 de março |     |         |  |
| França      | 6-1 | Áustria |  |
|             |     |         |  |

| 26 de março   |      |       |  |
| Países Baixos | 3-11 | Suíça |  |
|               |      |       |  |

| 28 de março       |     |        |  |
| Alemanha Oriental | 0-3 | França |  |
|                   |     |        |  |

| 28 de março |     |       |  |
| Iugoslávia  | 2-4 | Suíça |  |
|             |     |       |  |

| 28 de março |     |         |  |
| Japão       | 2-6 | Áustria |  |
|             |     |         |  |

| 28 de março   |     |        |  |
| Países Baixos | 5-3 | Itália |  |
|               |     |        |  |

| 29 de março |     |       |  |
| Iugoslávia  | 5-0 | Japão |  |
|             |     |       |  |

| 29 de março |     |        |  |
| Itália      | 5-1 | França |  |
|             |     |        |  |

| 29 de março |     |                   |  |
| Suíça       | 1-5 | Alemanha Oriental |  |
|             |     |                   |  |

| 29 de março   |     |         |  |
| Países Baixos | 3-2 | Áustria |  |
|               |     |         |  |

## Campeonato Mundial Grupo C (Espanha)

### Grupo 1
| Pos. | Time          | PJ | V | E | D | GP-GC   | Pontos |
| ---- | ------------- | -- | - | - | - | ------- | ------ |
| 1    | Noruega       | 4  | 4 | 0 | 0 | 42 - 07 | 8      |
| 2    | Romênia       | 4  | 3 | 0 | 1 | 26 - 09 | 6      |
| 3    | Dinamarca     | 4  | 2 | 0 | 2 | 18 - 13 | 4      |
| 4    | Espanha       | 4  | 0 | 1 | 3 | 08 - 32 | 1      |
| 5    | Coreia do Sul | 4  | 0 | 1 | 3 | 05 - 38 | 1      |

| 23 de março |      |         |  |
| Noruega     | 18-3 | Espanha |  |
|             |      |         |  |

| 23 de março |      |               |  |
| Roménia     | 13-0 | Coreia do Sul |  |
|             |      |               |  |

| 24 de março |      |               |  |
| Noruega     | 11-1 | Coreia do Sul |  |
|             |      |               |  |

| 24 de março |     |           |  |
| Roménia     | 5-1 | Dinamarca |  |
|             |     |           |  |

| 26 de março   |      |           |  |
| Coreia do Sul | 1-11 | Dinamarca |  |
|               |      |           |  |

| 26 de março |     |         |  |
| Roménia     | 5-2 | Espanha |  |
|             |     |         |  |

| 27 de março |     |           |  |
| Noruega     | 7-0 | Dinamarca |  |
|             |     |           |  |

| 27 de março |     |               |  |
| Espanha     | 3-3 | Coreia do Sul |  |
|             |     |               |  |

| 29 de março |     |         |  |
| Dinamarca   | 6-0 | Espanha |  |
|             |     |         |  |

| 29 de março |     |         |  |
| Noruega     | 6-3 | Roménia |  |
|             |     |         |  |

### Grupo 2
| Pos. | Time            | PJ | V | E | D | GP-GC   | Pontos |
| ---- | --------------- | -- | - | - | - | ------- | ------ |
| 1    | China           | 4  | 3 | 1 | 0 | 35 - 04 | 7      |
| 2    | Bulgária        | 4  | 3 | 0 | 1 | 13 - 16 | 6      |
| 3    | Coreia do Norte | 4  | 1 | 1 | 2 | 08 - 15 | 3      |
| 4    | Hungria         | 4  | 1 | 1 | 2 | 17 - 14 | 3      |
| 5    | Austrália       | 4  | 0 | 1 | 3 | 09 - 33 | 1      |

| 23 de março |      |           |  |
| China       | 15-0 | Austrália |  |
|             |      |           |  |

| 23 de março |     |                 |  |
| Hungria     | 2-4 | Coreia do Norte |  |
|             |     |                 |  |

| 24 de março |      |         |  |
| Austrália   | 3-11 | Hungria |  |
|             |      |         |  |

| 24 de março |     |          |  |
| China       | 9-1 | Bulgária |  |
|             |     |          |  |

| 26 de março     |     |       |  |
| Coreia do Norte | 1-9 | China |  |
|                 |     |       |  |

| 26 de março |     |          |  |
| Austrália   | 4-5 | Bulgária |  |
|             |     |          |  |

| 27 de março     |     |           |  |
| Coreia do Norte | 2-2 | Austrália |  |
|                 |     |           |  |

| 27 de março |     |         |  |
| Bulgária    | 5-2 | Hungria |  |
|             |     |         |  |

| 29 de março |     |                 |  |
| Bulgária    | 2-1 | Coreia do Norte |  |
|             |     |                 |  |

| 29 de março |     |       |  |
| Hungria     | 2-2 | China |  |
|             |     |       |  |

### Fase Final
| Pos. | Time     | PJ | V | E | D | GP-GC   | Pontos |
| ---- | -------- | -- | - | - | - | ------- | ------ |
| 17   | Noruega  | 3  | 2 | 1 | 0 | 19 - 07 | 5      |
| 18   | China    | 3  | 2 | 1 | 0 | 16 - 07 | 5      |
| 19   | Bulgária | 3  | 1 | 0 | 2 | 09 - 23 | 2      |
| 20   | Romênia  | 3  | 0 | 0 | 3 | 10 - 17 | 0      |

| 30 de março |      |          |  |
| Noruega     | 10-1 | Bulgária |  |
|             |      |          |  |

| 30 de março |     |         |  |
| China       | 4-3 | Roménia |  |
|             |     |         |  |

| 01 de abril |     |         |  |
| Bulgária    | 7-4 | Roménia |  |
|             |     |         |  |

| 01 de abril |     |       |  |
| Noruega     | 3-3 | China |  |
|             |     |       |  |

## Fase de Consolação
| Pos. | Time            | PJ | V | E | D | GP-GC   | Pontos |
| ---- | --------------- | -- | - | - | - | ------- | ------ |
| 21   | Dinamarca       | 3  | 3 | 0 | 0 | 20 - 05 | 6      |
| 22   | Hungria         | 3  | 1 | 0 | 2 | 16 - 17 | 2      |
| 23   | Coreia do Norte | 3  | 1 | 0 | 2 | 10 - 14 | 2      |
| 24   | Espanha         | 3  | 1 | 0 | 2 | 11 - 21 | 2      |

| 30 de março |     |         |  |
| Dinamarca   | 8-4 | Hungria |  |
|             |     |         |  |

| 30 de março |     |                 |  |
| Espanha     | 6-5 | Coreia do Norte |  |
|             |     |                 |  |

| 01 de abril |      |         |  |
| Espanha     | 5-10 | Hungria |  |
|             |      |         |  |

| 01 de abril |     |                 |  |
| Dinamarca   | 6-1 | Coreia do Norte |  |
|             |     |                 |  |

| Pos. | Time          | PJ | V | E | D | GP-GC   | Pontos |
| ---- | ------------- | -- | - | - | - | ------- | ------ |
| 25   | Coreia do Sul | 1  | 1 | 0 | 0 | 09 - 07 | 2      |
| 26   | Austrália     | 1  | 0 | 0 | 1 | 07 - 09 | 0      |

| 31 de março   |     |           |  |
| Coreia do Sul | 9-7 | Austrália |  |
|               |     |           |  |

## Tabela do Campeonato Mundial
| Campeonato Mundial de 1986 | País            |
| -------------------------- | --------------- |
| Ouro                       | União Soviética |
| Prata                      | Suécia          |
| Bronze                     | Canadá          |
| 4                          | Finlândia       |
| 5                          | Tchecoslováquia |
| 6                          | Estados Unidos  |
| 7                          | Alemanha        |
| 8                          | Polônia         |

## Tabela do Campeonato Europeu
| Campeonato Europeu de 1986 | País            |
| -------------------------- | --------------- |
| Ouro                       | União Soviética |
| Prata                      | Suécia          |
| Bronze                     | Finlândia       |
| 4                          | Alemanha        |
| 5                          | Polônia         |
| 6                          | Tchecoslováquia |